# FN's generalforsamling
Forenede Nationers generalforsamling er et centralt organ i Forenede Nationer (FN). Samtlige FN's medlemsstater sender repræsentanter til generalforsamlingen. Generalforsamlingen vælger medlemmer af stående udvalg og formænd for et år af gangen. For perioden fra september 2022 til september 2023 er de valgte og øvrige medlemmer en del af FN's 77. generalforsamling.
Generalforsamlingen samles ordinært mellem september og december, men kan også sammentræde ekstraordinært. Ved afstemninger har hver medlemsstat én stemme, men i mange sager kan forsamlingen ikke træffe større, afgørende beslutninger, men blot afgive anbefalinger og diskutere spørgsmål, som berører FN's område. Generalforsamlingen kan dog træffe beslutninger om budgettet, nå til enighed om fortolkning af og udvikling af international lov. Generalforsamlingen fungerer som et vigtigt debatforum for medlemsstaterne.
Generalforsamlingens første møde fandt sted den 10. januar 1946 i London og talte 51 repræsentanter. Forsamlingen mødes i dag til ordinære møder i FN's hovedkvarter i New York.
Princippet med at små og store lande har samme stemmevægt betyder at en teoretisk koalition som tilsammen udgør 8 % af verdens befolkning kan udgøre et flertal på to tredjedele af forsamlingen.
Generalforsamlingen ledes af en valgt formand.